# New Bermuda
New Bermuda é o terceiro álbum de estúdio da banda americana de blackgaze Deafheaven. Foi lançado em 2 de outubro de 2015 através do selo discográfico Anti-.

## Contexto
O álbum foi gravado ao vivo em abril de 2015 com o produtor e engenheiro do trabalho anterior, Sunbather, Jack Shirley, nos estúdios 25th Street Recording em Oakland, Califórnia, e Atomic Garden Recording em Palo Alto, Califórnia. A arte da capa apresenta uma pintura a óleo de Allison Schulnik.
O trailer do álbum foi lançado em 27 de julho de 2015. Em 18 de agosto de 2015, a banda divulgou a primeira faixa, "Brought to the Water". No dia 15 de setembro de 2015, compartilharam a faixa "Come Back". Em 23 de setembro de 2015, o álbum foi disponibilizado para streaming no site da NPR.

## Recepção da crítica
New Bermuda foi recebido com críticas positivas. No Metacritic, que atribui uma avaliação normalizada de 0 a 100 com base em críticos consagrados, o álbum recebeu uma pontuação média de 85, calculada a partir de 17 resenhas, indicando "aclamação universal".

David Anthony, do The A.V. Club, afirmou que o álbum "não derruba as barreiras do metal, mas expande seus limites, permitindo que o Deafheaven incorpore subgêneros que raramente se misturam, além de injetar referências externas". Anthony ainda considerou New Bermuda uma prova de "quão progressivo o metal pode ser, puristas que se danem". Paul Simpson, da AllMusic, descreveu o álbum como "uma experiência poderosa e cativante", escrevendo: "New Bermuda mostra o Deafheaven continuando a transpor fronteiras de gênero com naturalidade e criando música que transcendente". Sean Barry, do Consequence of Sound, avaliou que a "ousadia e as mudanças estilísticas podem ter resultado em um álbum não tão reconfortante quanto Sunbather, mas revelam uma maturação genuína e fascinante em uma banda que merece permanecer em evidência pelos motivos certos". O Drowned in Sound considerou-o "um disco extraordinário de uma banda que pode estar, agora mais do que nunca, à beira da verdadeira grandeza".
| Críticas profissionais | Críticas profissionais |
| Pontuações agregadas   | Pontuações agregadas   |
| Fonte                  | Avaliação              |
| ---------------------- | ---------------------- |
| AnyDecentMusic?        | 7.9/10                 |
| Metacritic             | 85/100                 |
| Avaliações da crítica  |                        |
| Fonte                  | Avaliação              |
| AllMusic               | [ 12 ]                 |
| The A.V. Club          | A−                     |
| Consequence of Sound   | A−                     |
| Exclaim!               | 8/10                   |
| The Guardian           | [ 18 ]                 |
| Kerrang!               | 4/5                    |
| Pitchfork              | 9.0/10                 |
| Rolling Stone          | [ 21 ]                 |
| Spin                   | 9/10                   |
| Uncut                  | 7/10                   |

Josiah Hughes, do Exclaim!, descreveu o álbum como "algo que deixa Sunbather para trás". Hughes acrescentou: "Em New Bermuda, as inúmeras ideias do Deafheaven estão organizadas de forma expert e lógica ao longo de cinco faixas". Lanre Bakare, do The Guardian, opinou: "Embora as alegações de que têm uma 'acessibilidade pop' pareçam exageradas, fãs dos momentos barulhentos do Mogwai e das passagens melódicas do Dillinger Escape Plan encontraram a banda de metal ideal".  Jayson Greene, da Pitchfork, afirmou que o álbum é "mais avassalador que Sunbather". Andy O'Connor, da Spin, definiu-o como "metal de primeira" e destacou: "Apesar de New Bermuda apostar menos no shoegaze que definiu o Deafheaven, o álbum ainda tem alguns de seus momentos mais belos e de sua composição mais refinada". A Uncut escreveu: "oferece um post-metal turbulento que, em trechos de Baby Blue e Brought to the Water, remete mais às divagações etéreas do shoegaze".

## Elogios
| Publicação | Elogio                           | Ano  | Posição |
| ---------- | -------------------------------- | ---- | ------- |
| Pitchfork  | The 50 Best Albums of 2015       | 2015 | 26      |
| Spin       | The 20 Best Metal Albums of 2015 | 2015 | 1       |
| Stereogum  | The 50 Best Albums of 2015       | 2015 | 10      |

## Lista de faixas
| N.º            | Título                 | Duração |  |
| 1.             | "Brought to the Water" | 8:37    |  |
| 2.             | "Luna"                 | 10:14   |  |
| 3.             | "Baby Blue"            | 10:06   |  |
| 4.             | "Come Back"            | 9:16    |  |
| 5.             | "Gifts for the Earth"  | 8:22    |  |
| Duração total: | Duração total:         | 46:35   |  |

| Faixa bônus da edição japonesa |                                 |         |  |
| N.º                            | Título                          | Duração |  |
| 6.                             | "From the Kettle Onto the Coil" | 6:36    |  |
| Duração total:                 | Duração total:                  | 53:11   |  |

## Ficha técnica
Deafheaven
- George Clarke – vocais
- Kerry McCoy – guitarra
- Daniel Tracy – bateria
- Stephen Clark – baixo
- Shiv Mehra – guitarra

Pessoal adicional
- Jack Shirley – produção, engenharia, gravação
- Allison Schulnik – artwork
- Nick Steinhardt – design